# 莉萨·达尔奎斯特
莉萨·达尔奎斯特（瑞典語：Lisa Dahlkvist，1987年2月6日—），瑞典女子足球运动员。她曾代表瑞典参加2012年和2016年夏季奥林匹克运动会足球比赛，其中2016年奥运会获得一枚银牌。